# 아자이드화 나트륨
아자이드화 나트륨은 화학식이 NaN3인 무기화합물이다.

## 이용
아자이드화 나트륨은 중요한 의약 중간체로 많은 약품 합성에 사용되며 또한 자동혈구계산기계, 방부, 살균, 자동차 에어백 및 농업용 살충, 살균제 등에 사용된다